# Iraya
Iraya ist ein aktiver Vulkan auf der philippinischen gehörenden Insel Batan, die zur Gruppe der Batan-Inseln gehört. Der Iraya ist der nördlichste aktive Vulkan auf den Philippinen.
Der Iraya ist ein Stratovulkan mit einer Höhe von 1009 Metern über dem Meeresspiegel und einem Basisdurchmesser von rund 5,5 Kilometern. Angrenzende Vulkangebäude sind die des Matarem und des Mahatao.

## Vulkanische Aktivität
Der letzte Ausbruch des Iraya fand 1454 statt. 1998 zeichneten Vulkanologen einen Erdbebenschwarm auf, woraufhin auf der Insel Batan für mehrere Monate ein Überwachungsnetzwerk eingerichtet wurde. Der Iraya ist einer von 22 aktiven Vulkanen auf den Philippinen.